# مؤتمر الطاولة المستديرة الهولندي–الإندونيسي
عُقد مؤتمر الطاولة المستديرة الهولندي–الإندونيسي في مدينة لاهاي منذ الثالث والعشرين من شهر أغسطس وحتى الثاني من شهر نوفمبر عام 1949، وحضره ممثلوا مملكة هولندا وجمهورية إندونيسيا والجمعية الاستشارية الفيدرالية، والتي تمثل دولًا مختلفة أنشأها الهولنديون في الأرخبيل الإندونيسي.
في وقت سابق للمؤتمر، انعقدت 3 لقاءات أخرى رفيعة المستوى بين هولندا وإندونيسيا، وهي اتفاقية لنغادجاتي عام 1947 واتفاقية رنفيل عام 1948 واتفاقية روم–فان روين عام 1949. انتهى المؤتمر بتنازل هولندا عن سيادتها لصالح الولايات الإندونيسية المتحدة.

## خلفية تاريخية
في السابع عشر من شهر أغسطس عام 1945، أعلن الزعيم الإندونيسي القومي سوكارنو استقلال إندونيسيا. طُرد الهولنديون من إندونيسيا عام 1942 على يد اليابانيين الذين احتلوا الهند الشرقية الهولندية، فاعتبرت هولندا القيادة الإندونيسية متعاونة مع اليابانيين، وأرادت استعادة سيطرتها على المستعمرة. تحوّل الخلاف بين الهولنديين والقوميين الإندونيسيين إلى حرب استقلال شاملة وواسعة النطاق.
بحلول منتصف العام 1946، خضع الطرفان لضغوط دولية من أجل التفاوض. رغب الهولنديون بإقامة دولة إندونيسية فيدرالية، ونظموا مؤتمر مالينو في شهر يوليو من عام 1946، وهو الذي أدى إلى تأسيس دولة إندونيسيا الشرقية. في شهر نوفمبر، توصل الطرفان الهولندي والإندونيسي إلى اتفاقية في لنغادجاتي، وافقت هولندا فيها على الاعتراف بالحكم الجمهوري الإندونيسي في جاوة وسومطرة ومادورا، ووافقت أيضًا على تحوّل الجمهورية إلى دولة مؤسِسة للولايات المتحدة الإندونيسية. في الثامن والعشرين من شهر يناير عام 1949، أقرّ مجلس الأمن التابع للأمم المتحدة القرار رقم 67، والذي دعا إلى وضع حدّ للأعمال العسكرية الهولندية العدوانية التي اندلعت حينها ضد القوات الجمهورية في إندونيسيا، وطالب باستعادة الحكومة الجمهورية. حثّ القرار أيضًا على استكمال المفاوضات للتوصل إلى تسوية سلمية بين الطرفين.
عقب اتفاقية روم–فان روين في السادس من شهر يوليو، والتي أيدت قرار مجلس الأمن، قال محمد روم أن جمهورية إندونيسيا –التي كان قادتها في المنفى ضمن جزيرة بانغكا (أو بنغ)– ستشارك في مؤتمر الطاولة المستديرة لتسريع عملية نقل السيادة إلى إندونيسيا.
قضت الحكومة الإندونيسية فترة تزيد عن 6 أشهر في المنفى، ثم عادت إلى العاصمة المؤقتة في يوغياكارتا في السادس من شهر يوليو عام 1949. لضمان شيوع مناصب التفاوض بين الجمهورية والمبعوثين الفيدراليين، عُقدت المؤتمرات بين الإندونيسيين منذ الحادي والثلاثين من شهر يوليو وحتى الثاني من شهر أغسطس في يوغياكارتا بين جميع المسؤولين الذين سيرسمون مستقبل الولايات المتحدة الإندونيسية. وافق المبعوثون على المبادئ الرئيسة وخلاصة الدستور الفيدرالي لعام 1949.
عقب محادثات أولية رعتها مفوضية الأمم المتحدة لإندونيسيا في جاكرتا، تقرر عقد مؤتمر الطاولة المستديرة في لاهاي.

## المفاوضات
عُقدت المفاوضات بين الثالث والعشرين من شهر أغسطس والثاني من شهر نوفمبر عام 1949، واشتركت فيها مفوضية الأمم المتحدة لشؤون إندونيسيا. توصل مبعوثو هولندا وجمهورية إندونيسيا والجمعية الاستشارية الفيدرالية إلى اتفاقية تألفت من عدة وثائق، ودُعيت تلك الوثائق بـ اتفاق نقل السيادة –كي تدخل حيّز التنفيذ على الفور– وميثاق الاتحاد ومسودة الدستور والاتفاقية الاقتصادية واتفاقيات الشؤون الاجتماعية والعسكرية.
لم يكن للاتحاد الهولندي الإندونيسي أي سلطة، بل كان جهازًا استشاريًا ذا أمانة دائمة، ومحكمة تحكيم لحلّ أي نزاعات قانونية، وبإمكانه عقد مؤتمرين وزاريين كل عام على الأقل. ترأس الاتحاد الملكة الهولندية، لكن دورها كان رمزيًا بالكامل.
توصل المبعوثون أيضًا إلى اتفاقية بخصوص سحب الجنود الهولنديين «خلال أقصر مدة زمنية ممكنة»، واتفقوا على منح الولايات المتحدة الإندونيسية وضع «دولة أولى بالرعاية» لهولندا.